# کاستلو لوکبا
کاستلو لوکبا (انگلیسی: Castello Lukeba؛ زادهٔ ۱۷ دسامبر ۲۰۰۲) بازیکن فوتبال اهل فرانسه است که برای باشگاه لایپزیگ بازی می‌کند.
وی همچنین در تیم‌های ملی فوتبال زیر ۱۷ سال فرانسه، زیر ۲۰ سال فرانسه، و زیر ۲۱ سال فرانسه بازی کرده‌است.